# 4,2 cm Panzerabwehrkanone 41
A 4,2 cm Panzerabwehrkanone 41  (rövidítve 4,2 cm Pa.K. 41 vagy 4,2 cm PaK 41, magyarul 4,2 cm-es páncéltörő löveg 41) egy könnyű páncéltörő löveg volt, melyet a német ejtőernyős egységek számára fejlesztettek ki és használtak a második világháború alatt. A löveg külsőre hasonlított a PaK 36 löveghez, aminek későbbi módosított változatú alvázát használták hozzá. A fegyver a Gerlich-elv alapján működött, ami felgyorsította a lövedékek sebességét, így fokozva páncéltörő képességét. A lövegcső átmérője 4,06 cm volt a töltényűrnél, a csőszájnál pedig 2,94 cm.

## Tulajdonságok
- Töltet súlya: 0,336 kg (páncéltörő)
- Páncélátütő képesség: 72 mm 455 méteren

## Lásd még
2,8 cm sPzB 41

## Fordítás
- Ez a szócikk részben vagy egészben  a(z)   4.2 cm Pak 41 című angol Wikipédia-szócikk ezen változatának fordításán alapul.  Az eredeti cikk szerkesztőit annak laptörténete sorolja fel. Ez a jelzés csupán a megfogalmazás eredetét és a szerzői jogokat jelzi, nem szolgál a cikkben szereplő információk forrásmegjelöléseként.